# 宇宙 日本 世田谷
『宇宙 日本 世田谷』（うちゅう にっぽん せたがや）は、フィッシュマンズのスタジオ・アルバムである。1997年7月24日、ポリドールから発売された。『空中キャンプ』、『LONG SEASON』とあわせて「世田谷三部作」を成す。オリコンチャートで最高順位121位を記録している。

## 評価
雑誌『snoozer』は1997年のベスト・アルバム第18位に本作を選んだ。その中で田中宗一郎は「どこまでもパーソナルな動機から出発してた作品でありながら、どこまでもユニヴァーサルな拡がりを見せる作品だ」と指摘。「これまでゆっくりと時間をかけて、磨きあげられてきた方法論の到達点」と本作を評している。

## 収録曲
| 全作詞・作曲: 佐藤伸治。 |                              |          |            |       |
| #                        | タイトル                     | 作詞     | 作曲・編曲 | 時間  |
| 1.                       | 「POKKA POKKA」              | 佐藤伸治 | 佐藤伸治   | 4:04  |
| 2.                       | 「WEATHER REPORT」           | 佐藤伸治 | 佐藤伸治   | 8:38  |
| 3.                       | 「うしろ姿」                 | 佐藤伸治 | 佐藤伸治   | 5:12  |
| 4.                       | 「IN THE FLIGHT」            | 佐藤伸治 | 佐藤伸治   | 5:36  |
| 5.                       | 「MAGIC LOVE」               | 佐藤伸治 | 佐藤伸治   | 4:55  |
| 6.                       | 「バックビートにのっかって」 | 佐藤伸治 | 佐藤伸治   | 8:26  |
| 7.                       | 「WALKING IN THE RHYTHM」    | 佐藤伸治 | 佐藤伸治   | 12:55 |
| 8.                       | 「DAYDREAM」                 | 佐藤伸治 | 佐藤伸治   | 8:37  |
| 合計時間:                | 合計時間:                    | 58:23    |            |       |

## パーソネル
- 佐藤伸治 - ヴォーカル、ギター
- 柏原譲 - ベース・ギター、コーラス
- 茂木欣一 - ドラム、コーラス
- HONZI - キーボード、ヴァイオリン、メロディカ、トイ・ピアノ、マンドリン、コーラス
- 関口"DARTS"道生 - ギター
- ZAK - プログラミング
- 木暮晋也 - コーラス（「WALKING IN THE RHYTHM」）
- レック - ギター（「WEATHER REPORT」）[5]

## チャート
| チャート（2016年）    | 最高順位 |
| --------------------- | -------- |
| 日本 オリコンチャート | 121      |

## 発売日の一覧
| 国   | 発売日        | レーベル         | 規格     | カタログ番号 |
| ---- | ------------- | ---------------- | -------- | ------------ |
| 日本 | 1997年7月24日 | Polydor          | CD       | POCH-1640    |
| 日本 | 1997年8月25日 | Polydor          | アナログ | POJH-1015    |
| 日本 | 2009年3月25日 | Milestone Crowds | SHM-CD   | UMCC-9013    |
| 日本 | 2016年5月25日 | USM JAPAN        | アナログ | UPJY-9034    |
| 日本 | 2016年9月7日  | USM JAPAN        | SHM-CD   | UPCY-7176    |